# Henrik Angel Jazbec
Henrik Angel Jazbec, slovenski podjetnik, lastnik ladij, * 19. september 1855, Trst, † 17. januar 1931, Trst.
Njegova družina se je s Krasa preselila v Trst in se posvetila ladjarstvu. Henrik je najprej vodil agencijo za prevoz piva Dreher v steklenicah (Agenzia esportazione bira in bottiglie di A. Dreher). Od leta 1891 do 1903 je kupil 3 velike trgovske jadrnice in 2 parnika, istočasno pa je bil solastnik še drugih tovornih jadrnic in parnikov v Trstu. Znamenita je bila njegova jadrnica Beechdale, zadnja jadrnica za prevoz blaga v Trstu. Z leti si je pridobil veliko premoženje in velik ugled. Bil je član Trgovske industrijske zbornice v Trstu ter deloval v dobrodelnih mornariških organizacijah in podpiral druge humanitarne ustanove. Na starost je razdal vse svoje premoženje in umrl v revščini.